# Кудрави гуан
Кудрави гуан (лат. Penelope purpurascens) је врста птице из рода Penelope, породице Cracidae, уско повезана с аустралазијским кокошинама. Живи у низинама од јужног Мексика и Јукатана све до западног Еквадора и јужне Венецуеле на надморским висинама до 1.850 метара. Угрожена је врста због крчења шума и лова.

## Опис
Арбореална је врста птице, живи углавном у шуми на дрвећу. Живи у скупинама састављеним од углавном 6-12 јединки. Храни се воћем, семеном и инсектима. Гнезда од гранчица гради на дрвећу или пањевима окруженим лишћем. Женка полаже два или три велика јаја беле боје и грубе љуске и инкубира их сама.
Дуг је 70-91 сантиметар, док је тешка 1.600-2.700 грама. У појави је доста сличан ћуркама. Има малену главу, дуге снажне црвене ноге, те дуги и широки реп. Углавном је тамносмеђе боје, с белим пегама на врату и прсима. На глави има жбунасту ћубу, а гола кожа око ока је плавкасто-сива, док је подбрадак бледо-црвенкасте боје.

## Подврсте
Има три подврсте. То су:
- - живи у Мексику, Хондурасу и Никарагви.
- - живи на југу Хондураса и Никарагве, на североистоку Колумбије и југоистоку Еквадора.
- - живи на северу Колумбије и истоку Венецуеле.